# Sidney Preston Osborn

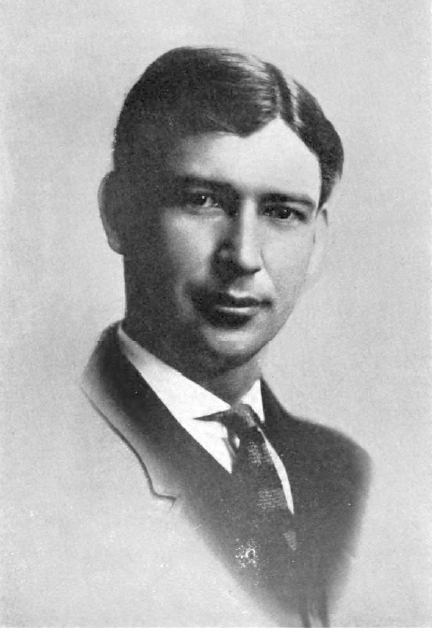
Sidney Preston Osborn

Sidney Preston Osborn (17 de maio de 1884 - 25 de maio de 1948) foi um político norte-americano que foi governador do estado norte-americano do Arizona, no período de 1941 a 1948, pelo Partido Democrata.